# Diana Preston
Pour les articles homonymes, voir Preston.
Diana Preston (née à Londres) est une écrivaine britannique. Elle a étudié l'histoire moderne à l'Université d'Oxford, après avoir étudié le journalisme. Elle est l'auteur de nombreux livres sur le thème de l'Histoire.